# 恋文 (フェルメール)
『恋文』（こいぶみ、蘭: De liefdesbrief、英: The Love Letter）は、17世紀オランダ絵画黄金時代の巨匠ヨハネス・フェルメールが1669-1670年ごろ、キャンバス上に油彩で制作した絵画である。画面左側の壁に「IVMeer」という画家の署名が記されている。本作は1696年のアムステルダムの競売で7番として売却された作品にあてはまり、1893年以来、アムステルダム国立美術館に所蔵されている。

## 作品

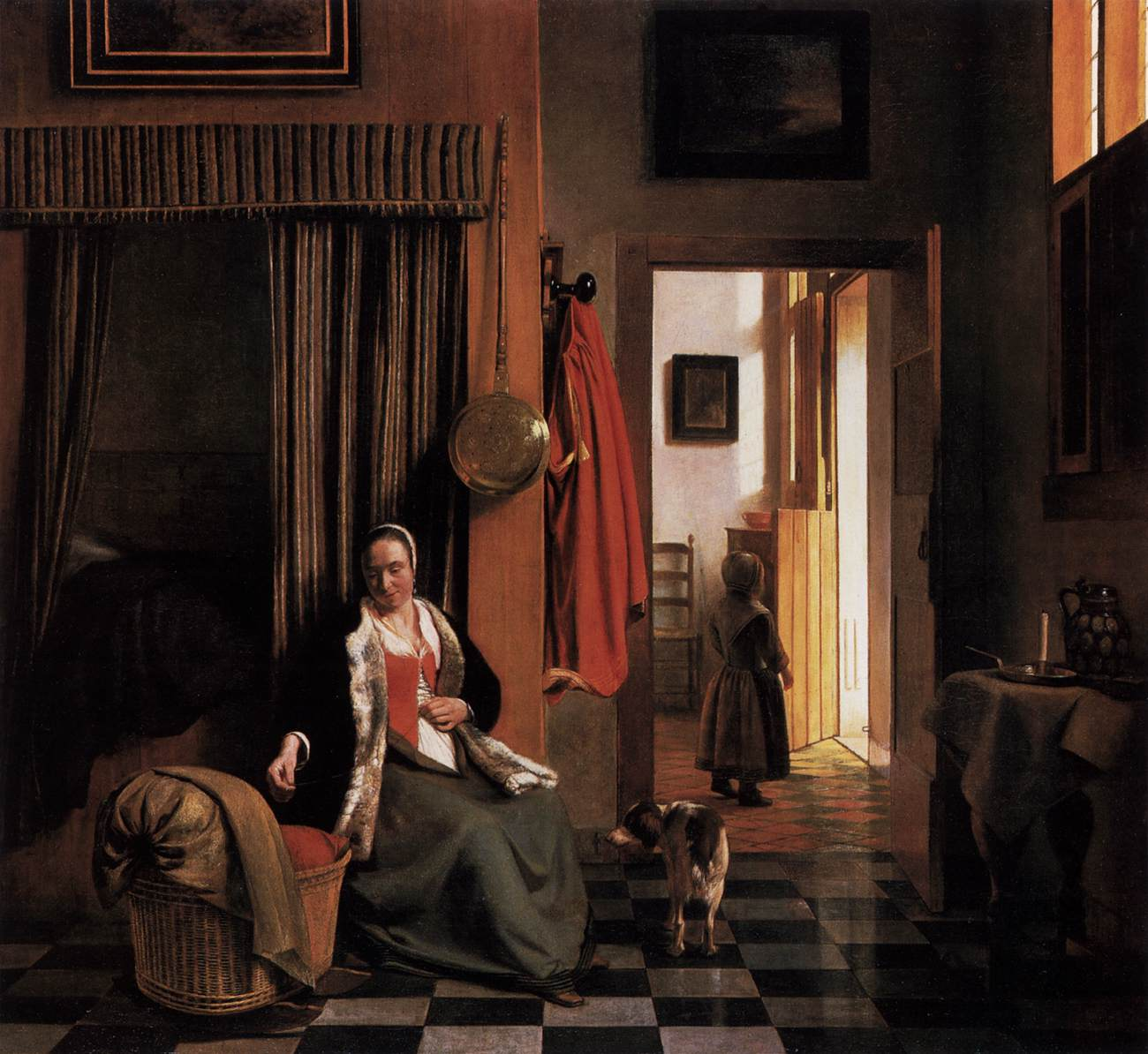
ピーテル・デ・ホーホ『ゆりかごの横で胴着を結ぶ女性』(1660-1663年ごろ)。絵画館 (ベルリン)

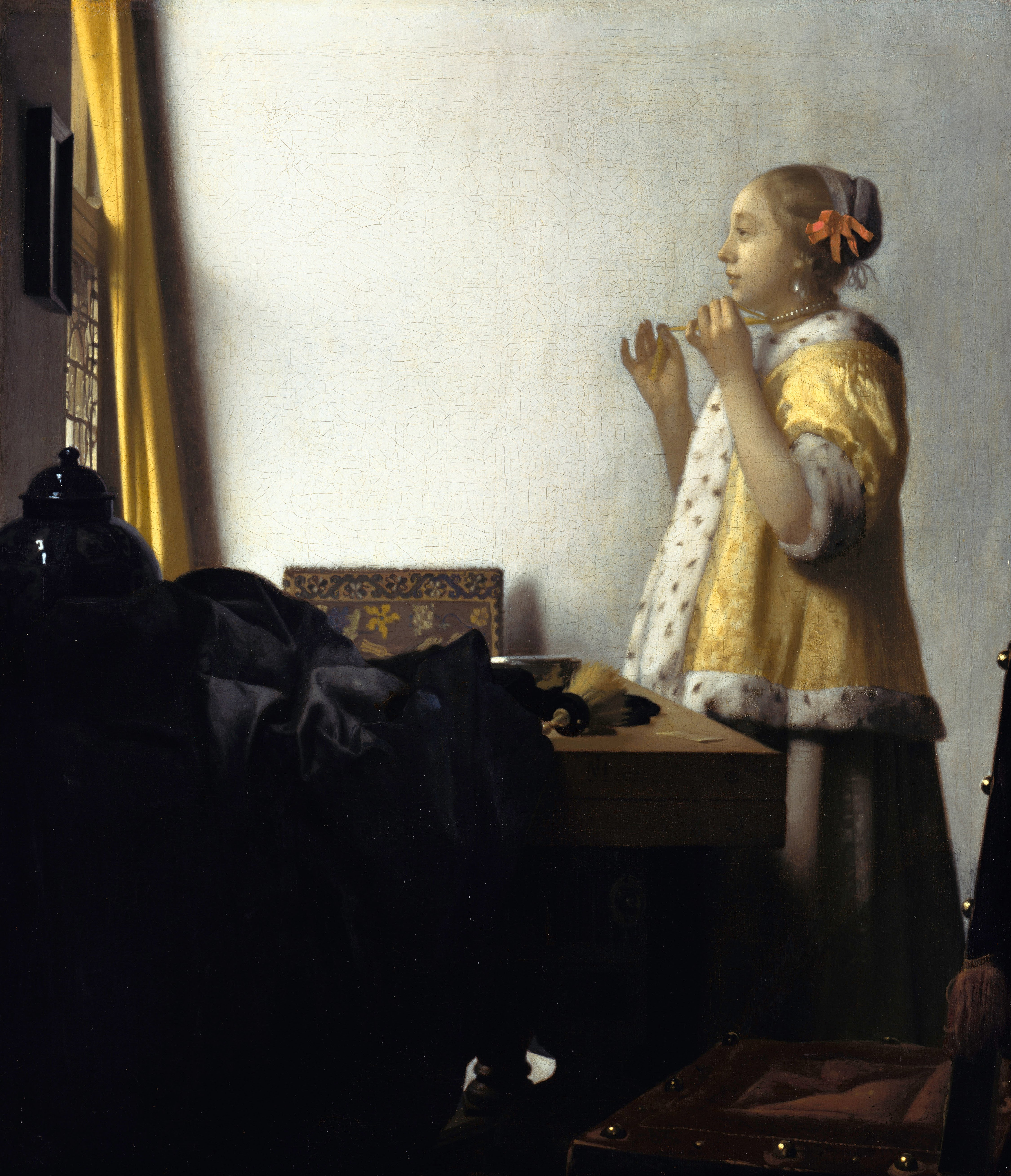
『真珠の首飾りの女』(1663-1665年ごろ)。絵画館 (ベルリン)

この絵画はカーテンをたくし上げた開口部から奥の部屋を覗くという構図を持ち、鑑賞者に私生活の一コマを偶然に目撃したような印象を与える。この構図の意匠は1650年代にフェルメールと同じデルフトで制作していた画家ピーテル・デ・ホーホが好んだものであるが、これにより本作はフェルメールの全作品中おそらく最も緊張感あふれるものとなっている。
絵画や皮革装飾で飾られた豪華な奥の部屋には、2人の女性が見える。腰かけた女性は高価な衣服や宝石を身に着け、凝った髪型をしており、この家の女主人であることがわかる。オコジョの白い毛皮で縁取られた黄色い上着は、『真珠の首飾りの女』 (ベルリン絵画館) などフェルメールのほかの作品にも登場する。右手で手紙を持つ女主人は楽器のシターン (リュートに似た楽器) を弾くのを止め、不安な表情で左側に立っている召使を振り返っている。手紙を渡したばかりの彼女は、訳知り顔で女主人を安心させるように微笑んでいる。
この手紙は間違いなく女主人の夫もしくは求愛者からのもので、本作は手紙が恋愛を含意するという絵画の伝統に属している。そのことは、リュートや音楽が恋愛や結婚における調和の比喩として広く用いられていたことからも裏づけられる。さらに、手紙が恋文であることは背後の海景図によっても証だてられる。17世紀のさまざまな室内画において、目立つように壁に掛けられている海景図は恋人の不在を示しているのである。当時の寓意図像集では、恋愛は海に、恋人は船にたとえられるのが常であった。

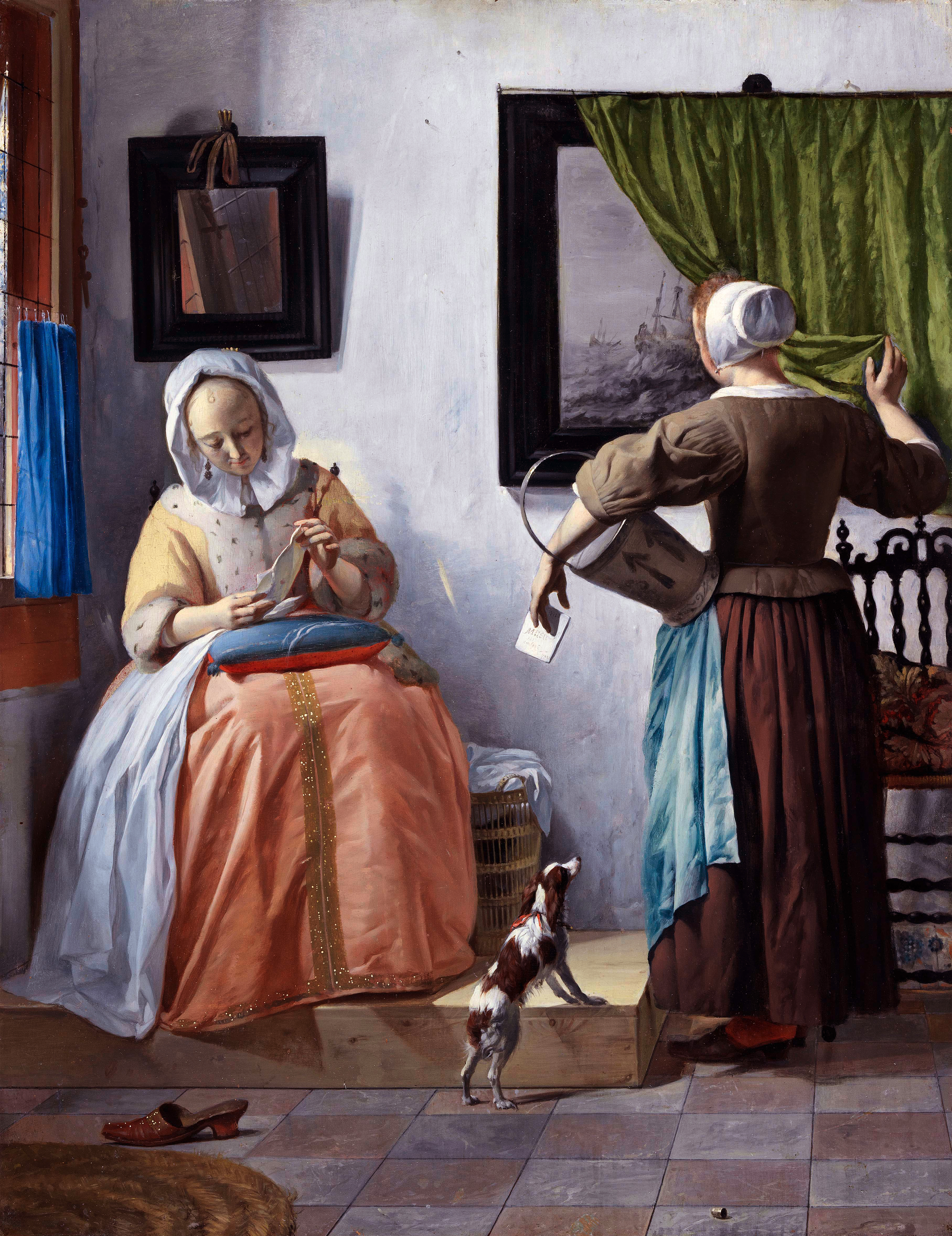
ハブリエル・メツー『手紙を読む女』(1663-1665年ごろ)。アイルランド国立美術館、ダブリン

本作同様、ハブリエル・メツーの『手紙を読む女』 (アイルランド国立美術館、ダブリン) も女性が室内で手紙を読む姿を表しており、その背後の壁には海景図が描かれている。両作品には、ほかにも女性が纏う黄色い上着、刺繍の枕、洗濯籠、脱ぎ捨てられた室内履きなど共通のモティーフが見られる。メツーは1667年に世を去っており、本作の制作年は様式的にその後であると考えられているため、2人の画家は別々の町に住んでいたにもかかわらず、影響を与えあっていたと思われる。
フェルメールの本作を特徴づけるのは厳格な幾何学性である。ドア枠の垂直線は、立っている召使とマントルピースの縦の部分にさりげなく繰り返されている。一方、建築とタイル敷きの床の透視図法の精確さは、迫真的な奥行きの感覚を生みだしている。前景の品々は暗がりにあり、曖昧に描かれているため、鑑賞者の視線はドラマの舞台である奥の部屋の内部に引き込まれることになる。そして、そこには光を再現するフェルメールの技量がいかんなく発揮されている。
フェルメールの透視図法は、当時としては驚異的なものであったに違いない。デン・ハーグの美術愛好家ピーテル・テーディング・ファン・ベルクハウトは1669年に2度フェルメールを訪問しているが、何枚かの絵画 (特定されていない) を見せられ、日記の中でフェルメールを「優れた画家」と評し、「最も非凡かつ好奇心をそそられた部分は透視図法だった」と記している。
なお、本作は1971年のブリュッセルでの展覧会中に盗難に遭い、損傷を被ったために修復が施されている。